# Classic NES Series
O Classic NES Series são jogos integrantes de uma série de Game Boy Advance originalmente lançados pela Nintendo Entertainment System como uma emulação no Game Boy Advance. Uma edição especial Game Boy Advance SP, que tem um padrão de cor semelhante a um controlador de NES, foi liberada como parte integrante destes jogos. A cor dos cartuchos combinam com a cor dos carrinhos NES originais.
Os jogos foram relançados para comemorar o 20 º aniversário do Famicom no Japão.

## Diferenças das versões
A versão japonesa tem 30 jogos, enquanto as outras têm 12 jogos.